# Kosmos 2499
Kosmos 2499 (russisch Космос-2499) war ein russischer Militärsatellit.

## Nicht deklarierter Start
Der Satellit wurde am 23. Mai 2014 vom Kosmodrom Plessezk zusammen mit drei militärischen Kommunikationssatelliten der Rodknik-Reihe gestartet. Da der Start eines vierten Satelliten zunächst nicht bekanntgegeben wurde, hielt man ihn für Weltraummüll. Aufgrund von Bahnveränderungen ab Ende Mai wurde klar, dass es sich um eine Nutzlast mit eigenem Antrieb handeln musste, die nun mit Kosmos 2499 bezeichnet wurde. Ähnliches war bereits im Dezember 2013 beobachtet worden. Damals war nur der Start von drei Rodnik-Satelliten bekannt gegeben worden, obwohl mit Kosmos 2491 ein vierter Satellit an Bord der Rakete war.

## Rendezvous mit der Raketenstufe
Im August 2014 senkte der Satellit durch mehrere Manöver seine Bahn deutlich ab und hob sie Ende Oktober wieder an. Dadurch näherte sich der Satellit der Bris-KM-Raketenstufe, die sich immer noch in der Erdumlaufbahn befand. Nach Messungen und Berechnungen wurde der minimale Abstand zwischen Kosmos 2499 und Bris-KM am 8. oder 9. November 2014 erreicht und betrug ca. 760 m. In der internationalen Presse wurde danach spekuliert, es handle sich bei Kosmos 2499 um eine experimentelle Antisatellitenwaffe. Ein zweites Rendezvous mit einem Abstand von unter 30 m erfolgte vom 25. bis zum 29. November 2014.

## Zweck
Am 15. Dezember 2014 stellte der Leiter der Raumfahrtbehörde Roskosmos, Oleg Ostapenko, in Abrede, dass es sich bei Kosmos 2499 und Kosmos 2491 um Waffen handle. Laut Angaben des Moskauer Instituts für Physik und Technologie testet der Satellit einen magnetoplasmadynamischen Antrieb.

## Amateurfunk
Ab dem 30. November 2014 sendete Kosmos 2499 als Amateurfunksatellit Telemetrie-Signale im 70-Zentimeter-Band auf 435,465 MHz in CW mit dem Rufzeichen RS-47.

## Auseinanderbrechen
Am 7. Februar 2023 gab die 18. Space Defense Squadron, eine Einheit der United States Space Force, auf Twitter bekannt, dass der Satellit am 4. Januar 2023 zerbrochen ist.